# NGC 6197
NGC 6197 (другие обозначения — IC 4616, MCG 6-36-59, ZWG 196.89, PGC 58655) — галактика в созвездии Геркулес.
Этот объект входит в число перечисленных в оригинальной редакции «Нового общего каталога».